# 阿里韩沙
丹斯里阿里韩沙（1955年8月29日—2022年4月21日）马来西亚公务员、前任马来西亚联邦政府首席秘书（2012年至2018年）。
2022年4月21日，阿里韩沙在爱尔兰都柏林医院逝世，终年66岁。